# 웅천읍
웅천읍(熊川邑)은 충청남도 보령시의 남쪽에 위치한 읍이다. 구 대천시 이름의 원류인 대천천(大川川)이 지나가는 곳으로 이 곳에도 대천리가 존재한다.

## 역사
- 백제 시대 : 결기군 사포현
- 고려 시대 : 가림군 남포현
- 조선 시대 : 남포군 웅천면 · 고읍면
- 1914년 4월 1일 : 보령군 웅천면(13개리)

| 구 행정구역        | 신 행정구역        | 신 행정구역                                                            |
| ------------------ | ------------------ | ---------------------------------------------------------------------- |
| 남포군 고읍면 일원 | 보령군 웅천면 일원 | 대창리, 성동리, 수부리, 평리                                           |
| 남포군 웅천면 일원 | 보령군 웅천면 일원 | 관당리, 독산리, 소황리, 황교리, 죽청리, 구룡리, 노천리, 두룡리, 대천리 |
- 1995년 1월 1일 : 보령시 웅천면
- 1995년 3월 2일 : 보령시 웅천읍

## 행정 구역
- 평리
- 수부리
- 성동리
- 대창리
- 대천리
- 두룡리
- 구룡리
- 관당리
- 독산리
- 소황리
- 황교리
- 죽청리
- 노천리

## 주요 기관

### 관공서
- 웅천읍 행정복지센터
- 보령경찰서 웅천지구대

### 금융 기관
- 웅천농협
- 웅천새마을금고
- 웅천우체국

### 교육 기관
- 웅천초등학교
- 관당초등학교
- 대창초등학교
- 수부초등학교 (폐교) : 웅천읍 만수로 377 (수부리)
- 웅천중학교
- 웅천고등학교

### 의료 기관
- 웅천보건지소
- 웅천외과의원
- 삼성의원
- 고려의원

## 교통

### 철도
- 장항선 웅천역

### 도로
- 서해안 고속도로 무창포 나들목
- 국도 제21호선
- 지방도 제606호선
- 지방도 제607호선

## 관광지
- 무창포 해수욕장